# Champotón
Champotón (Yucateeks Maya: Chak’anpeten) is een stad in de Mexicaanse staat Campeche. De plaats heeft 27.235 inwoners (census 2005) en is de hoofdplaats van de gemeente Champotón.
Champotón is sinds de 10e eeuw bewoond, en betekent 'plaats van de lakens' in de taal van de Maya. Ten tijde van de komst van de Spanjaarden was het een belangrijke Maya-handelsnederzetting. In 1517 was Francisco Hernández de Córdoba de eerste Europeaan die de stad aandeed. De ontmoeting liep uit op een gevecht, het 'slechte gevecht' (mala pelea) de eerste veldslag tussen Indianen en Spanjaarden van Mexico. Hernández de Cordoba raakte hierbij gewond, en overleed kort na terugkomst in Cuba. In 1538 werd de plaats door Francisco de Montejo onderworpen. In de koloniale periode werd Champotón meerdere keren geplunderd door piraten.